# Fertőhomok, Győr-Moson-Sopron
Fertőhomok (în croată Umok) este un sat în districtul Sopron, județul Győr-Moson-Sopron, Ungaria, având o populație de 597 de locuitori (2011).

## Demografie
Componența etnică a satului Fertőhomok
     Maghiari (73,87%)
     Croați (16,61%)
     Germani (8,71%)
     Necunoscut (0,81%)
     Alții (0,81%)
Componența confesională a satului Fertőhomok
     Fără religie (3,18%)
     Reformați (2,01%)
     Luterani (1,68%)
     Necunoscută (93,13%)
     Alte religii (0,84%)
Conform recensământului din 2011, satul Fertőhomok avea 597 de locuitori. Din punct de vedere etnic, majoritatea locuitorilor (73,87%) erau maghiari, existând și minorități de croați (16,61%) și germani (8,71%). Apartenența etnică nu este cunoscută în cazul a 0,81% din locuitori. Nu există o religie majoritară, locuitorii fiind persoane fără religie (3,18%), reformați (2,01%) și luterani (1,68%). Pentru 93,13% din locuitori nu este cunoscută apartenența confesională.